# الانتخابات في مصر
الانتخابات في مصر هي انتخابات يتم العمل بها في جمهورية مصر العربية على المستوى الوطني

## تاريخ

### الانتخابات الرئاسية
- تمارس الانتخابات في مصر منذ عهد بعيد، ويعتبر الاستفتاء الرئاسي للجمهورية العربية المتحدة 1965 (مصر حاليا) الذي فاز فيه جمال عبد الناصر بنسبة سبعة ملايين من الأصوات، بنسبة 99.9% هو أول انتخابات رئاسية في مصر ثم جاء بعده استفتاء عام 1970 والذي تولى فيه انور السادات رئاسة الجمهورية العربية المتحدة بعد وفاة جمال عبد الناصر حيث حصل السادات على 90.04٪ من الأصوات، مع نسبة مشاركة 85٪.
- وبعد ان انقسمت الدولة العربية المتحدة التي كانت تشكل كلاً من (مصر - سوريا) أجرى الاستفتاء الرئاسي المصري 1976 لتولى أنور السادات فترة رئاسية ثانية وفي هذا الاستفتاء حصل السادات على 99.9٪ من الأصوات، مع نسبة مشاركة 95.7٪.
- وبعد ذلك جاء الاستفتاء الرئاسي المصري 1981 لتولى محمد حسنى مبارك منصب الرئاسة بعد اغتيال السادات وحصل مبارك في هذا الاستفتاء على 98.5٪ من الأصوات. وكانت نسبة المشاركة 81.1٪ [1]
- ثم جاء بعد ذلك الاستفتاء الرئاسي المصري 1987 وهو الاستفتاء الثاني في عهد حسني مبارك وكان مبارك قد رشح من قبل ثلثين أعضاء مجلس الشعب وهي النسبة المطلوبة في يوم 5 يوليو 1987 م. وتمت الموافقة على ترشيحه من قبل 97.1٪ من الأصوات المدلى بها، مع نسبة مشاركة 88.5٪.[2]
- ثم والاه الاستفتاء الرئاسي المصري 1993 لتولى حسنى مبارك لولاية ثالثة بعد ترشيحه من 439 عضو في البرلمان من أصل 448 عضو [3]
- ثم بعد ذلك جاء الاستفتاء الرئاسي المصري 1999

- ثم انتخابات الرئاسة المصرية 2005 وهي أول انتخابات تعددية مباشرة بعد ثورة 23 يوليو 1952 لاختيار رئيس جمهورية مصر العربية. وعلى الرغم من تباين المواقف بشأن جدية وجدوى المنافسة في الانتخابات فإنها تبقى تجربة جديدة على الساحة السياسية في ذلك الوقت.[4]
- وبعد قيام ثورة 25 يناير 2011 تم عزل محمد حسنى مبارك من الحكم واجراء انتخابات الرئاسة المصرية 2012 وهي ثاني انتخابات رئاسية تعددية في تاريخ مصر، وأول انتخابات رئاسية بعد ثورة 25 يناير. وفاز فيها مرشح حزب الحرية والعدالة محمد مرسي بنسبة 51.73% على منافسه السياسي المستقل أحمد شفيق الحاصل على نسبة 48.27%.

شعار لجنة الانتخابات الرئاسية 2014

- وبعد عزل محمد مرسى من الحكم تولى المستشار عدلي منصور رئيس المحكمة الدستورية العليا رئاسة مصر مؤقتاً لفترة انتقالية
- ثم جاءت بعد ذلك انتخابات الرئاسة المصرية 2014 وهي ثالث انتخابات رئاسية تعددية في تاريخ مصر وثاني انتخابات رئاسية بعد ثورة 25 يناير. وقد تم تحديد مواعيد الانتخابات طبقا لما أعلنته اللجنة العليا للانتخابات؛ تنفيذا لخارطة الطريق التي أعلنت عقب الانقلاب على محمد مرسي وقد أعلنت لجنة الانتخابات الرئاسية الفترة من 15 إلى 18 مايو (تم مدها حتى 19 مايو) لاقتراع المصريين في الخارج، ويومي 26 و27 مايو (تم مدها حتى 28 مايو) لإجراء الانتخابات في الداخل. وينتخب المصريون في هذه الانتخابات الرئيس السادس لجمهورية مصر العربية. وقد تمكن من الترشح كلٌ من المشير عبد الفتاح السيسي وحمدين صباحي. وفي يوم الثلاثاء 3 يونيو أعلنت اللجنة فوز المشير عبد الفتاح السيسي بنسبة 96.94%.[9]
- ومن المتوقع ان تجرى قريبا الانتخابات الرئاسية المصرية 2018

### الانتخابات البرلمانية
ان إجراء الانتخابات البرلمانية في مصر ليست حديثة العهد حيث اجرت مصر انتخابات برلمانية في عهود مبكرة من التاريخ ويذكر ان من اوائل تلك الانتخابات التي اجراها نابيلون بونابرت اثناء تواجد الحملة الفرنسية في مصر حيث انه جعل المصريين يشاركون في انتخاب من ينوب عنهم في رئاسة الشياخات والقرى والمراكز والاقسام
- اما عن الانتخابات البرلمانية الحديثة في مصر فهذه عدة مقالات مفصلة عن أهم الانتخابات التي اجريت في العصر الحديث في مصر